# Siratus senegalensis
Siratus senegalensis (nomeada, em inglês, Senegal murex) é uma espécie de molusco marinho da costa oeste do oceano Atlântico, pertencente à classe Gastropoda e à família Muricidae da ordem Neogastropoda. Foi classificada por Gmelin em 1791; descrita originalmente como Murex senegalensis na obra de Lineu, Systema Naturae; fazendo parte dos gêneros Murex e Chicoreus no século XX. Restos de conchas de Siratus senegalensis podem ser encontrados nos sambaquis, em sua região de ocorrência. Esta é a espécie-tipo do gênero Siratus Jousseaume, 1880.

## Descrição da concha
Concha de aparência maciça; de coloração cinzenta, amarelada ou creme, com 7.5 a 8 centímetros de comprimento e com 8 voltas quando desenvolvida, de espiral moderadamente baixa; esculpida com linhas espirais e com 3 varizes por volta, calosas e com uma projeção espiniforme, engrossada e curvada para trás, em sua borda externa. Columela e abertura de coloração branco-esmaltada. Amplo e curto canal sifonal. Opérculo córneo, de coloração castanha e esculpido com anéis concêntricos. Ela pode ser confundida com Siratus tenuivaricosus (Dautzenberg, 1927), da mesma região, diferindo por seus espinhos mais curtos.

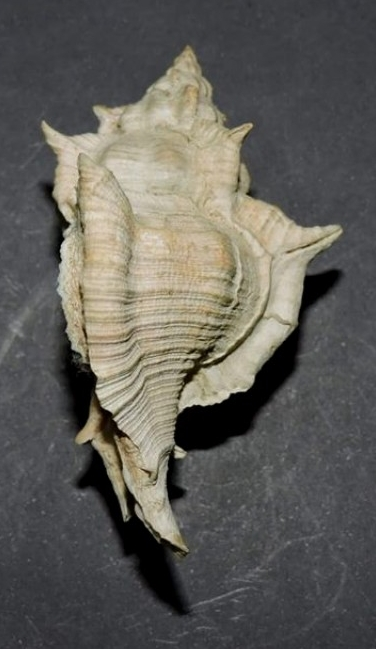
Vista lateral da concha de S. senegalensis, com o lábio externo voltado para o observador. Espécime coletado no sudeste do Brasil; Praia do Peres, Ubatuba, estado de São Paulo, em 22 de março de 1992.
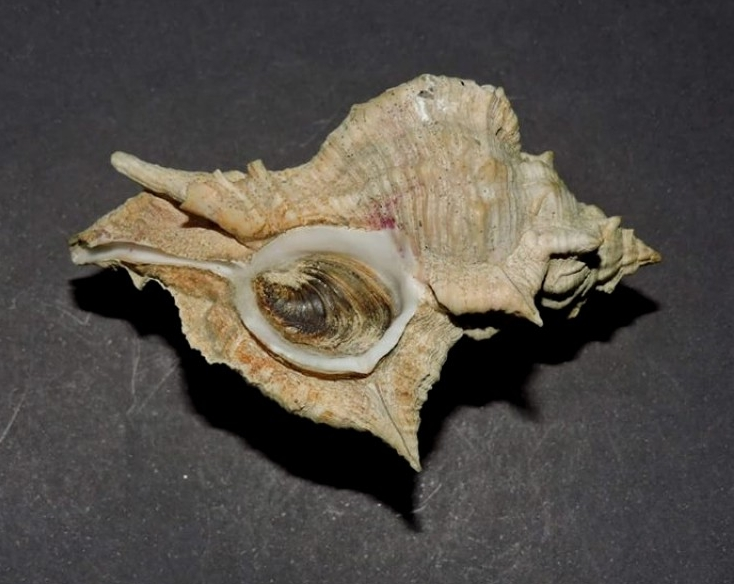
Vista inferior da concha de S. senegalensis, mostrando seu opérculo córneo. Espécime coletado no sudeste do Brasil; Praia do Peres, Ubatuba, estado de São Paulo, em 22 de março de 1992.

## Distribuição geográfica, habitat e hábitos
Siratus senegalensis é endêmica de águas rasas, da zona entremarés até a zona nerítica, na região sudeste do Brasil, entre a Bahia e Santa Catarina, em bancos de areia; sendo uma espécie predadora, que costuma se alimentar de moluscos das espécies Anomalocardia brasiliana e Chione cancellata. Embora a denominação dada por Gmelin para esta espécie (senegalensis) seja relativa ao país da África Ocidental, Senegal, esta citação é incorreta, sendo ela endêmica da costa do Brasil.